# Tríptic de la Passió
El Tríptic de la Passió, també conegut com el Tríptic dels improperis és una obra pictòrica pertanyent a l'escola flamenca i atribuïda actualment a l’obrador del Bosch. Forma part de la col·lecció del Museu de Belles Arts de València.

## Localització
Aquesta pintura es coneix com el Tríptic de la Passió o Tríptic dels Improperis per les escenes que s’hi representen. D’esquerra a dreta: el Prendiment de Crist, la Coronació d’espines i la Flagel·lació.
Pel que fa a l’autoria, el tríptic s’atribueix a l’obrador del Bosch. A través de la dendrocronologia -l’estudi de l’envelliment de la fusta- s’ha estimat que aquesta obra fou pintada entre 1520 i 1530, després de la mort de l’artista (1516). Tot i que, apareix la signatura del Bosch, cronològicament l’obra no va poder ser realitzada pel propi artista. Aleshores, els seus col·laboradors pintaren el disseny que el mestre potser fera en vida. 
Aquesta obra va passar per diferents mans fins a arribar a ser propietat del Museu de Belles Arts de València. Sabem que va ser part de la col·lecció privada de Mencía de Mendoza, virreina consort de València (1541-1554) i una de les figures més importants en l'àmbit del col·leccionisme i el mecenatge en l'Europa del seu temps. Primer va contraure matrimoni amb Enric III de Nassau, propietari del Tríptic d'El Jardí de les Delícies, qui li va transmetre l’interés per la pintura flamenca. Després de la seua mort, Mencia es va casar de nou, ara amb Ferran d’Aragó, duc de Calàbria i virrei de València. Així es traslladà a la península Ibèrica i amb ella la seua col·lecció d’art. El tríptic es va portar al Convent de Sant Domènec de València i amb les desamortitzacions del segle XIX va ser adquirida pel museu.

## Anàlisi estilística
El quadre es pinta al segle XVI, a Flandes, i cronològicament es correspon amb els primitius flamencs (entre el gòtic i el Renaixement).
En primer lloc, a diferència de la perspectiva més lineal, clàssica del Renaixement i èpoques posteriors, l’escola flamenca utilitza un punt de vista alt en què les figures es superposen per crear sensació de profunditat sense recórrer a la proporció matemàtica.
En segon lloc, s’introdueix la pintura a l’oli que suposa un avanç en el color i el detallisme. Durant tota l’Edat Mitjana, el tremp és la tècnica de pintura tradicional; usant-se clara d’ou com aglutinant del pigment les tonalitats eren més apagades. L’oli té com aglutinant oli de llinossa, de consistència major. Com a resultat, s’aconsegueixen colors més saturats. Així és com es posa a l’abast de l’artista una varietat tonal major. Aquest aspecte, en l'obra, es mostra notablement a les robes dels personatge.
Amb la substitució del tremp per l‘oli, es deixaran de fer veladures per a realitzar traçats únics i uniformes. Amb pinzellades més fines i més colors, les pintures passaran a ser més detallistes i realistes. En aquest cas s'hi identifiquen les textures dels teixits, les línies d'expressió, i les gotes de sang del personatge principal. A més, al voltant de les escenes principals, i de forma reduïda, es representa en grisalla la lliuta del bé contra el mal, és a dir, els àngels contra els dimonis.
En tercer lloc, l’artista de l’època no es concep de manera individual; amb la creació dels gremis a la Plena Edat Mitjana, pren importància el treball gremial conjunt, l’artista com una identitat plural. Als tallers, mestres i deixebles treballaven en conjunt per a crear obres que després, de vegades, eren signades amb el nom del mestre. Com és el cas d'aquesta obra: apareix la signatura del Bosch, però no va ser realitzada per ell. No per aquesta raó, el quadre ha perdut valor artístic en la Història de l'Art.
En el cas específic de l’estil del Bosch i el seu obrador, les característiques presents en les obres faciliten el reconeixement de l’autor; són característiques molt individuals, que conformen un estil propi de l’artista. A les seues produccions artístiques destaquen la pluralitat de figures a la majoria dels casos; figures amb detalls molt perfeccionats que complicaven la imitació del seu estil. El caràcter satíric i l’ús de la pintura caricaturesca també formen part de l’estil del Bosch. Aquests trets han portat a alguns crítics a considerar-lo grotesc. Una interpretació que s'ha fet sobre el caràcter dels personatges és la seua relació amb la por a l'infern, molt generalitzada durant l'Edat Mitjana. Açò esdevé perquè en aquesta època els únics lletrats eren els eclesiàstics, aprofitaren l'analfabetisme de la població per a difondre els preceptes del catolicisme, per mitjà de les imatges.

## Aproximació al significat
Com afirma el nom de l’obra, al tríptic és representa la Passió: el camí de Crist des de l'Últim Sopar a la seua crucifixió i mort. En cadascuna de les tres taules es representen les tres escenes principals de la Passió.

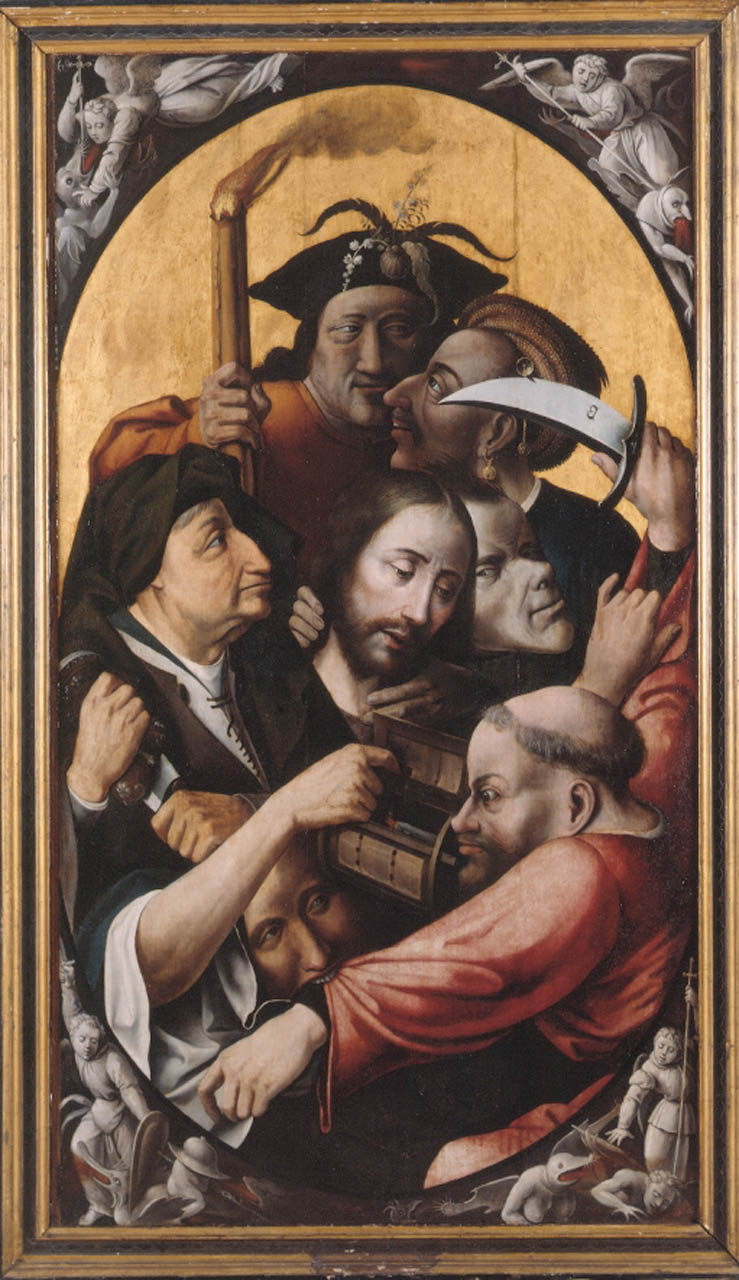
Prendiment de Crist, taula esquerra.

En primer lloc, a la taula de l’esquerra, es representa el Prendiment de Crist que esdevé per la traïció d’un dels seus apòstols: Judes. Aquest acompanyà als soldats fariseus fins al lloc on es trobava Jesús orant perquè pogueren arrestar-lo. En la imatge veiem a Crist al centre, envoltat dels fariseus que l’empresonen. Cal destacar un dels personatges que apareix a la dreta: Simó Pere, que intenta defensar a Jesús i amb el ganivet que sosté amb la mà, ferir als contraris.

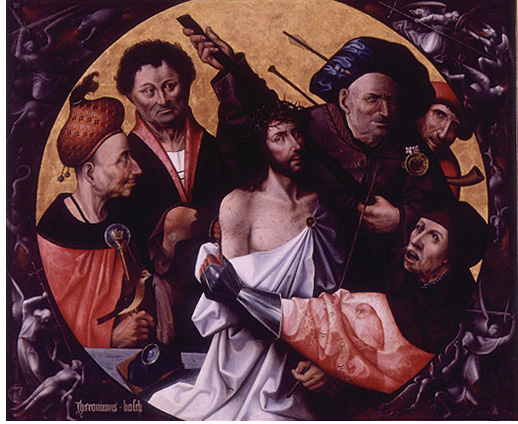
Coronació d'Espines, taula central.

La taula del centre mostra la Coronació d’Espines. El governador, amenaçat pel títol que els jueus li donen a Crist com a rei seu, li imposa una corona d’espines amb la intenció de causar-li dolor i imitar satíricament la corona de llorer que portaven els governants romans. Seguint amb la burla, amb una tela i una canya imiten el ceptre i el paludamentum que caracteritzen als emperadors. De nou, al centre de la composició es troba Crist, coronat i togat. El personatge de l’esquerra representa un sacerdot jueu i darrere d’aquest s’hi veu a un espectador, que pot ser siga un autoretrat del Bosch. A la dreta de Jesús, es troben tres botxins. Un d’ells porta un brotxe d’una àguila i altre una inscripció en la toga: SPQR (Senatus Populusque Romanus). Ambdós al·ludeixen al poble romà.
La última de les imatges és la Flagel·lació, moment en què els soldats romans martiritzen Crist a base de cops i fuetades, fins que no se’l reconeix. La figura central torna a ser Crist però, en aquest cas, és envoltat i maltractat per tres personatges: un el té lligat amb cordes i altres dos el flagel·len amb branques i un flagrum taxillatum (un flagel amb mànec de fusta i tires de cuir acabades en peces de plom).